# Сулими

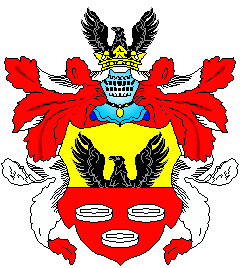
Герб «Сулима»

Сули́ми — український шляхетський рід із Лівобережньої України, належав до гербу «Сулима».

## Родовід
Свій початок бере від гетьмана Івана Сулими († 1635). Сини його Іван († 1658), Степан († 1659) і Федір († 1691) були полковниками переяславськими.
Син Федора Іван († 1721), сотник вороньківський, генеральний хорунжий за гетьманів Мазепи й Скоропадського (1708-1721); його син, Семен був полковником переяславським (1739—1766). За деякими версіями, інший син Івана — спочатку військовий канцелярист, згодом запорозький писар, повстанець Петрик Іваненко.
З синів Семена Сулими — Яким (1737-1818) був чернігівським полковим суддею (1797—1818), Христофор — архимандритом Гамаліївського монастиря (1789—1791), єпископом феодосійським і маріупольським (1791—1799) та єпископом харківським (1799—1813). Їх небіж, Сулима Микола Семенович (1777-1840), генерал-губернатор Східного (1833—1834) і Західного Сибіру (1834—1836), член Військової Ради (1836).
З роду Сулимів (по жіночій лінії) походив також російський революціонер і теоретик анархізму князь Петро Кропоткін (1842-1921).
Родинний архів Сулимів (і споріднених з ними родів) частково був виданий за ред. О.Лазаревського (Сулимовский Архив. Фамильные бумаги Сулим, Скоруп и Войцеховичей XVII—XVIII вв., 1884).

## Представники роду
- Іван Сулима (? — 12 грудня 1635) — гетьман нереєстрових запорозьких козаків (1628–1629, 1630–1635). Дрібний шляхтич герба Сулима;
  - Іван Іванович Сулима († 1658) — полковник переяславський і білоцерківський;
    - Павло Іванович Сулима — полковник переяславський.

  - Степан Іванович Сулима († 1659) — полковник переяславський;
    - Іван Степанович Сулима — гельмязівський сотник;
      - Петро Іванович Сулима (Петрик Іваненко) — керівник антимосковського повстання у 1692–1693 роках, гетьман Ханської України (1698–1712–?);

    - Олександр Степанович Сулима († 1719) — переяславський полковий суддя;

  - Северин Іванович Сулима († 1659) — козацький старшина;
  - Василь Іванович Сулима — наказний полковник, могильовський сотник;
  - Федір Іванович Сулима (* близько 1629 — † 1691) — полковник переяславський, бунчуковий товариш;
    - Іван Федорович Сулима (* ? — † березень 1721, Вишній Волочок, Російська імперія) — український полководець, генеральний хорунжий Війська Запорозького (1708–1721), наказний гетьман (з 1718). Був одружений з Марією Полуботківною, донькою полковника Леонтія Полуботка, зведеною сестрою наказного гетьмана Павла Полуботка;
      - Семен Сулима (1739 — †1766) — полковник переяславський. Семен Іванович Сулима був одружений з Параскою Василівною Савич, донькою лубенського полковника. Родина мала багато дітей: шестеро синів та п'ять дочок.
        - Яким Семенович Сулима (*1737 — †1818) — український шляхтич, військовий та державний діяч Російської імперії, перекладач.
        - Харитон Сулима, Христофор (*бл. 1750 — †18 (30) травня 1813) — український релігійний діяч. Ректор Чернігівської духовної семінарії, настоятель полкового Єлецького Успенського монастиря у Чернігові. Єпископ Російської православної церкви (безпатріаршої), єпископ Слобідсько-Український і Харківський РПЦ.
        - Микола Семенович Сулима;
        - Семен Семенович Сулима;
          - Микола Семенович Сулима (*13 січня 1777 — †21 жовтня 1840) — український шляхтич, військовий та державний діяч, граф Російської імперії. Одружений з Оленою Яківною Репнинською.

## Вшанування пам'яті
У місті Київ є вулиця Сулимівська.